# Вавилов, Олег Михайлович
Олег Михайлович Вавилов (8 января 1950, Термез — 22 февраля 2022, Москва) — советский и российский актёр театра и кино, Народный артист Российской Федерации (1996).

## Биография
Олег Михайлович Вавилов родился 8 января 1950 года в узбекском городе Термез в семье военнослужащего. В 1957 году пошёл в школу. За время обучения сменил несколько школ, в связи с новыми назначениями отца и связанными с ними переездами.
В 1967 году Вавилов поступил на первый курс ГИТИСа им. А. В. Луначарского и попал в мастерскую на актёрский курс к профессору Марине Николаевне Орловой и народному артисту СССР Василию Александровичу Орлову, который в то время являлся также актёром МХАТа. Дипломными работами Олега Вавилова стали роли в спектаклях: «Женитьба» Н. В. Гоголя (Кочкарёв), «Платон Кречет» Александра Корнейчука, «Шесть персонажей в поисках автора» Луиджи Пиранделло.

### Театр
В 1971 году сыграл первую роль на сцене казанского БДТ им. Качалова. Это была роль Малыша в спектакле «Затюканный апостол» А. Макаёнка. Далее — роль Валентина в спектакле «Валентин и Валентина» М. Рощина и роль Герострата в спектакле «Забыть Герострата!..» Григория Горина.
В 1974 году Вавилов начал играть в Московском ТЮЗе. Среди сыгранных там ролей: Д'Артаньян в «Трёх мушкетёрах» (мюзикл в постановке Александра Товстоногова, Марка Розовского, музыка Максима Дунаевского), далее — «Сказка о царе Салтане» Пушкина, «Остановите Малахова», «Последние» Горького.
А с 1978 по 2003 год Олег Вавилов — актёр Театра на Малой Бронной. Первой работой в этом театре стала роль Лунина в спектакле «Лунин, или смерть Жака» Эдварда Радзинского режиссёра Александра Дунаева. После прихода в театр на Малой Бронной в качестве главного режиссёра Андрея Житинкина (2001—2004) Олег Вавилов был занят во всех его спектаклях — «Нижинский, сумасшедший божий Клоун» Бламстейна, «Портрет Дориана Грея» Уайльда, «Лулу» Ведекинда, «Калигула» Камю, «Анна Каренина» Толстого.
Параллельно он играл в театре «У Никитских ворот» (спектакль «Романсы с Обломовым») и театре «Сфера» (спектакль «Смех во мраке»).
В 2004 году актёр поступил в Театр Сатиры.
В 2005 году начал участвовать в постановке Светланы Враговой «Старый Дом» в театре «Модернъ».
В 2008 году в театр «Модернъ» из Театра Сатиры был перенесён спектакль «Однажды в Париже» с участием Веры Васильевой и Максима Демченко (ранее в нём участвовал Антон Кукушкин).

### Кино
Первой работой Вавилова в кино стала сыгранная им в 1976 году роль ординарца Алёши в фильме «Псевдоним: Лукач». А в 1977 году Олег Михайлович сыграл одну из своих самых знаковых ролей — роль Юры в фильме «Странная женщина» Ю. Райзмана.

### Болезнь и смерть
2 мая 2021 года Олега Вавилова госпитализировали в Боткинскую больницу, когда ему стало плохо прямо во время спектакля «Хомо Эректус» в Театре Сатиры. Как говорил «Пятому каналу» сам Вавилов, во время второго акта у него началось головокружение. Врачи обнаружили у актёра проблемы с кровообращением в головном мозге.
Скончался от рака 22 февраля 2022 года на 73-м году жизни, в Москве. Церемония прощания состоялась 28 февраля 2022 года в фойе Театра Сатиры. Похоронили актёра в Москве на Троекуровском кладбище (уч. 21).

### Семья
- Жена — Наталия Вениаминовна Батаен (1950—2016), журналист, музейный работник, сотрудник Федерального государственного автономного учреждения «Федеральная дирекция организации и проведения спортивных и физкультурных мероприятий», в последние годы — работник театральной научной библиотеки Союза театральных деятелей. Похоронена на Щербинском кладбище рядом с сыном.
  - Сын — Георгий (1981—2016), актёр Малого театра[9]. Умер в возрасте 34 лет во сне от разрыва сердца. Похоронен на Щербинском кладбище.

## Признание и награды
- Заслуженный артист РСФСР (11 мая 1990 года)
- Народный артист Российской Федерации (30 августа 1996 года)
- 1992 год — Приз «Хрустальная роза» за роль Несчастливцева в спектакле «Лес»
- 1999 год — Премия «Чайка» в номинации «Злодей» за роль Дягилева в спектакле «Нижинский, сумасшедший Божий клоун» (режиссёр — А. Житинкин).

## Роли в театре

### ГИТИС
- «Женитьба» — Кочкарёв
- «Платон Кречет»
- «Хорошо!»
- «Шесть персонажей в поисках автора»
- «Егор Булычёв и другие»

### Казанский БДТ имени Качалова
- 1971 — «Затюканный апостол» (А. Макаенок) — Малыш
- «Валентин и Валентина» (М. Рощин) — Валентин
- «Забыть Герострата!..» (Г. Горин) — Герострат
- «Дикарка» (А. Н. Островский)
- «Жестокость» — Егоров
- «Продолжение» — Вадим Байков
- «Каменный властелин»
- «Неравный брак» — филолог Кирилл
- «Волшебные гусли» — Чолга

### Московский ТЮЗ
- «Три мушкетёра» (А. Дюма) (постановка А. Товстоногова и М. Розовского) — Д’Артаньян
- «Герой нашего времени» (М. Ю. Лермонтов) (режиссёр А. Кигель) — Грушницкий
- «Сказка о царе Салтане» (А. С. Пушкин) (режиссёр Ю. Жигульский) — Салтан
- «В порядке обмана» — Майкл
- «Два клёна» — Медведь
- «Нахалёнок» — Богатырь
- «Простые парни» (режиссёр Ю. Жигульский) — Антон
- «Остановите Малахова» (режиссёр Ю. Жигульский) — Журналист
- «Последние» (М. Горький) (режиссёр Ю. Жигульский) — Александр

### Театр на Малой Бронной
- «Лунин, или смерть Жака» (Э. Радзинский) (режиссёр А. Дунаев) — Лунин
- «Волшебник Изумрудного города» — Отец, Страж Изумрудного города
- «Занавески» (режиссёр Л. Дуров) — Снегов
- «Отпуск по ранению» (режиссёр А. Дунаев) — Лейтенант Володька
- «Женитьба» (режиссёр А. Эфрос) — Кочкарёв
- «Дон Жуан» (режиссёр А. Эфрос) — Дон Жуан
- «Месяц в деревне» (режиссёр А. Эфрос) — Беляев, Ракитин
- «Воспоминание» (режиссёр А. Эфрос) — Турковский
- «Три сестры» (режиссёр А. Эфрос) — Вершинин
- «Врачи» («Чёрная пилюля»)
- «Детектив каменного века» (режиссёр Е. Лазарев) — человек Боя
- «Солдатами не рождаются» (режиссёр Е. Лазарев) — Артемьев
- «…Любящий вас Коля» («Юная Русь») (режиссёр Д. Шанцер) — Вилли
- «Вариации Феи Драже» (режиссёр А. Спивак) — Учёный
- «Татуированные души» (режиссёр С. Унковски) — Войдан
- «Мать Иисуса» (режиссёр В. Портнов) — старший сын
- «Событие» (режиссёр А. Сагальчик) — Трощейкин
- «Лес» (режиссёр Л. Дуров) — Несчастливцев
- «Каждый по-своему» (режиссёр О. Рыбкин) — Микеле Рокко, барон Нути
- «Дорога в Нью-Йорк» (режиссёр Л. Дуров) — Питер Уоррен
- «Страсти по Торчалову» (режиссёр Л. Дуров) — Торчалов
- «Путешествие без багажа» (режиссёр В. Харченко) — Жорж Рено
- «Нижинский, сумасшедший Божий клоун» (режиссёр А. Житинкин) — Дягилев
- «Король, дама, валет» (режиссёр Ю. Иоффе) — Курт Драйер
- «Портрет Дориана Грея» (режиссёр А. Житинкин) — лорд Генри Уоттон
- «Лулу» (режиссёр А. Житинкин) — Людвиг Шен
- «Калигула» (режиссёр А. Житинкин) — управитель дворца
- «Анна Каренина» (режиссёр А. Житинкин) — Каренин

### Всероссийское объединение творческих мастерских СТД
- «Дом четыре, корпус два, квартира восемь» (режиссёр А. Кигель) — муж

### Театр «Сцена 101»
- «Нирвана» — Пейо Яворов

### Театр «У Никитских ворот»
- «Романсы с Обломовым» (постановка М. Розовского) — Обломов

### Международная конфедерация театральных союзов
- «Гамлет» (режиссёр П. Штайн) — Призрак
- «Борис Годунов» (режиссёр Д. Доннеллан) — Мнишек, Патриарх

### Театр «Сфера»
- «Смех во мраке», (режиссёр Е. Еланская) — Бруно Кречмар

### Антреприза
- «Миледи», «Антреприза Е», (режиссёр Е. Каменькович) — Рошфор
- «Белый рыцарь», «Театральное агентство LEKUR», (режиссёр Д. Карасёв) — Полковник Фалькенхейм
- «Анна Каренина», «Авторский театр Андрея Житинкина», (режиссёр А. Житинкин) — Каренин

### Театр Сатиры
- «Ждать?!», (режиссёр Ю. Васильев) — Иван
- «Нам всё ещё смешно» — Маяковский
- «Хомо Эректус», (режиссёр А. Житинкин) — Антон Говоров
- «Идеальное убийство», (режиссёр А. Житинкин) — Ричард Морган
- «Женщины без границ», (постановка А. Ширвиндта) — Валентин Борисович
- «Орнифль», (режиссёр С. Арцибашев) — отец Дюбатон
- «Нэнси», (режиссёр В. Петров) — мистер Бассингтон
- «Таланты и поклонники», (режиссёр Б. Морозов) — князь Дулебов
- «Вечерний выезд общества слепых», (режиссёр М. Чумаченко) — Серьёзный
- «Невидимые миру слёзы», (режиссёр Б. Щедрин) — Чехов, Смирнов, Нюхин, Чубуков
- «Грустно, но смешно», (постановка А. Ширвиндта и Ю. Васильева) — юбилейное обозрение
- «Концертная бригада приветствовать Вас рада. Театр Сатиры на фронте», (режиссёр Ю. Васильев) — Кутузов
- «Роковое влечение», (режиссёр А. Житинкин) — Фрэнк
- «Брависсимо!», (Режиссёр А. Ширвиндт) — Уилфрэд Бонд
- «Платонов», (Режиссёр П. Сафонов) — Венгерович-старший

### Театр «Модернъ»
- «Старый дом», (режиссёр С. Врагова) — Игорь Сергеевич
- «Однажды в Париже», (режиссёр Ю. Васильев) — Иван

## Фильмография
| Год  |     | Название                                              | Роль                                                        |
| ---- | --- | ----------------------------------------------------- | ----------------------------------------------------------- |
| 1975 | тсп | Трактирщица                                           | Фабрицио                                                    |
| 1976 | ф   | Псевдоним Лукач                                       | Алёша                                                       |
| 1977 | ф   | Странная женщина                                      | Юра Агапов                                                  |
| 1977 | ф   | Жизнь взаймы                                          | Аль Пачино — Bobby (дубляж)                                 |
| 1979 | тсп | Цезарь и Клеопатра                                    | Апполодор                                                   |
| 1980 | ф   | Второе рождение                                       | Гена Русанов                                                |
| 1980 | ф   | Я — актриса                                           | А. П. Чехов                                                 |
| 1981 | ф   | Кабачок «13 стульев»                                  | пан Збышек                                                  |
| 1981 | ф   | Всем — спасибо!                                       | оператор                                                    |
| 1982 | тсп | Алексей Кольцов. Возвыситься до вашей дружбы…         | А. В. Кольцов                                               |
| 1982 | тсп | Солдат и змея                                         | Певец                                                       |
| 1982 | ф   | Не было печали                                        | Бобков Борис Иванович                                       |
| 1983 | ф   | Месяц в деревне                                       | Ракитин                                                     |
| 1983 | ф   | Отпуск по ранению                                     | лейтенант Владимир Канаев                                   |
| 1983 | ф   | Ускорение                                             | Совинский                                                   |
| 1984 | ф   | Снег в сентябре                                       | Сергей                                                      |
| 1984 | тсп | Я, Бомарше!                                           | биограф                                                     |
| 1985 | тсп | Исполнить свой долг                                   | А. В. Луначарский                                           |
| 1986 | тсп | Лунин, или смерть Жака                                | Лунин                                                       |
| 1987 | ф   | Загадочный наследник                                  | Илья                                                        |
| 1987 | ф   | Конец Вечности                                        | Эндрю Харлан                                                |
| 1987 | тсп | Любящий Вас Коля                                      | Вилли                                                       |
| 1987 | ф   | Честь имею                                            | Имя персонажа не указано                                    |
| 1987 | ф   | Сын                                                   | Борис Борисович                                             |
| 1989 | ф   | Бродячий автобус                                      | артист Сергей Павлович                                      |
| 1989 | ф   | Свой крест                                            | мужчина в купе                                              |
| 1991 | ф   | Дело Сухово-Кобылина                                  | Павел                                                       |
| 1991 | ф   | Собачье счастье                                       | Имя персонажа не указано                                    |
| 1999 | тсп | Нижинский, сумасшедший божий клоун                    | С. П. Дягилев                                               |
| 2002 | ф   | Моя граница                                           | полковник                                                   |
| 2003 | ф   | Бедная Настя                                          | Имя персонажа не указано                                    |
| 2004 | с   | Близнецы                                              | Звягинцев                                                   |
| 2005 | ф   | КГБ в смокинге                                        | начальник ЦРУ                                               |
| 2005 | ф   | Охота на асфальте                                     | отец Анжелы                                                 |
| 2005 | ф   | Я не вернусь                                          | Роман Петрович                                              |
| 2006 | с   | Шпионские игры                                        | Иван                                                        |
| 2006 | док | Эммануил Виторган и Алла Балтер. По обе стороны жизни | закадровый текст                                            |
| 2008 | ф   | Непобедимый                                           | генерал Зубов, начальник Кремнёва                           |
| 2009 | с   | Морской патруль — 2                                   | профессор                                                   |
| 2010 | ф   | В лесах и на горах                                    | нотариус                                                    |
| 2010 | ф   | Дворик                                                | Эдуард Ефимович                                             |
| 2010 | ф   | Девичник                                              | Леонид Петрович                                             |
| 2010 | с   | Побег                                                 | Виктор Константинович Панин, отец Алексея и Кирилла Паниных |
| 2010 | тсп | Идеальное убийство                                    | Ричард Морган                                               |
| 2010 | ф   | Я не я                                                | помощник президента                                         |
| 2011 | с   | Голубка                                               | Александр Евгеньевич                                        |
| 2012 | док | Глаз божий                                            | П. Н. Демичев                                               |
| 2012 | с   | Побег-2                                               | Виктор Константинович Панин, отец Алексея и Кирилла Паниных |
| 2012 | с   | Без следа (6 серия)                                   | Дмитрий Князев                                              |
| 2012 | тсп | Хомо Эректус                                          | Антон Говоров, депутат                                      |
| 2013 | с   | Не плачь по мне, Аргентина!                           | Сергей Рябинин, забытая эстрадная звезда                    |
| 2014 | с   | Дорога домой                                          | Николай Юрьевич Потапов, мэр, генерал в отставке            |
| 2016 | с   | Пушкин                                                | Пётр Семёнович, спонсор                                     |
| 2016 | тсп | Роковое влечение                                      | Фрэнк                                                       |

### Озвучивание/дубляж/документальные
- 1991 — Сплошные неприятности / Nothing But Trouble
- 1996 — Дорога домой 2: Затерянные в Сан-Франциско/Homeward Bound II: Lost in San Francisco (1996)
- 2011 — Режиссёр Александр Дунаев. Над предлагаемыми обстоятельствами советского театра[10] (документальный) / участие в фильме